# 이하린 (1989년)
이하린(1989년 7월 21일 ~ )은 대한민국의 가수다.

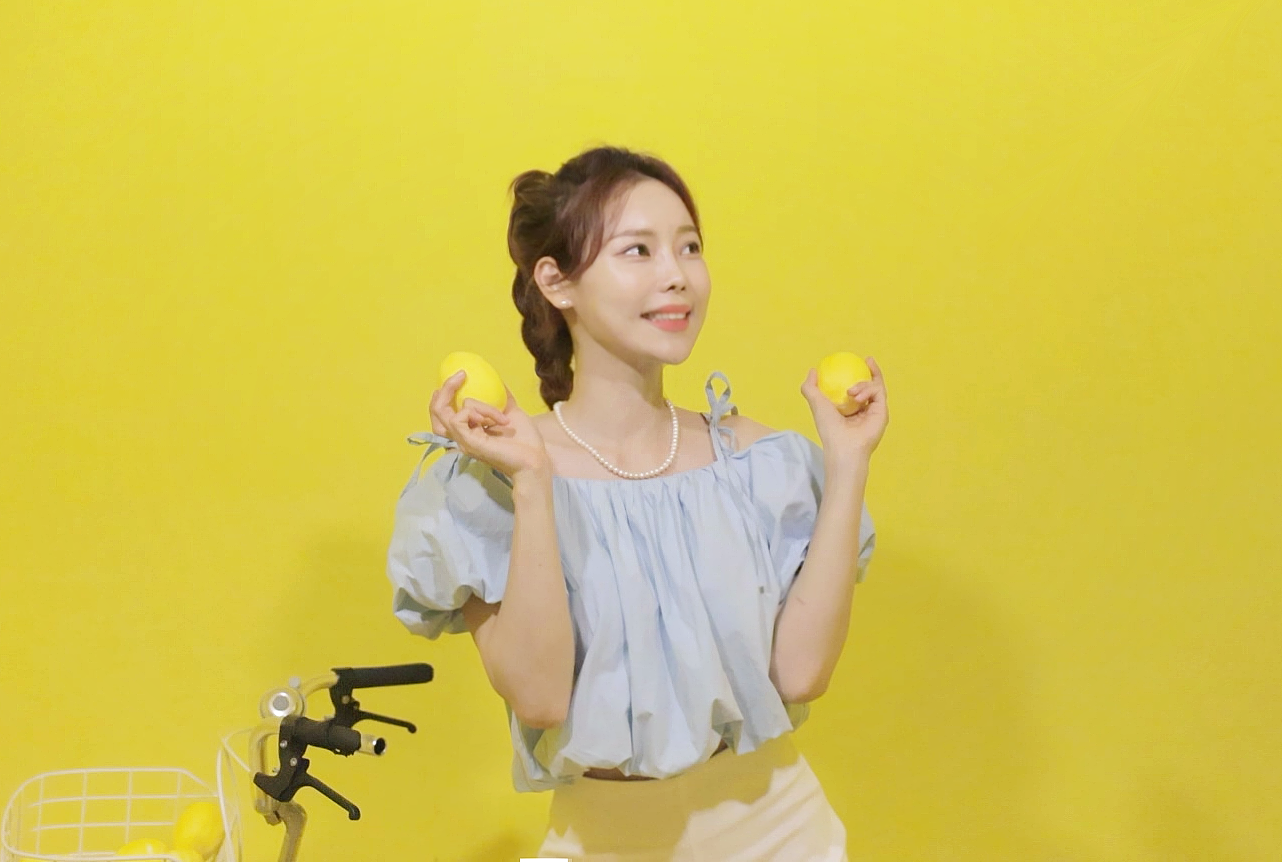
가수 이하린

연기공부에 이어 20대 초반부터 꾸준히 트로트 활동을 해왔다. 2019년 통통통 으로 활동을 했으며 본인의 이름으로 앨범 2021년 느낌아니까, 하루만이 공개가 되며, 꾸준히 활발한 활동을 이어오고 있다.  2023년 '돌아와'신곡으로 '트롯피컬' 이라는 별명이 생겼다. 이하린만의 시원한 가창력에 허스키함도 사뭇 들어가 있다. 중독적인 멜로디에 발랄한 이하린의 안무가 대중적에게 큰 신선함으로 다가왔다. ENFP, 성격은 쾌활하고 흥도 많지만 눈물도 많다. 유기묘를 입양해 고양이(랙돌)를 키우고 있다. 취미는 바다낚시이며 음악공부 또한 발을 넓혀 작곡, 작사도 가능한 엔터테이너이다.

## 음반
- 느낌 아니까 (2021)
- 하루만 (2021)
- 돌아와 (2023)

## 공연
- 우리연애할까? (2016)
- 프라미스 (2016)
- 목계나루 아가씨 (2017)
- 룸넘버13 (2018)

## 방송
- 미스트롯3

## 수상
- 복지tv 신인 가수상 (2022)
- 산청 대포숲 정의송 가요제 장려상 (2021)
- 한류 슈퍼스타 아젤리아 드레스 모델 콘테스트 미스부문 대상 (2021)
- 2020 월드슈퍼모델어워즈 탤런트상 (2021)
- 제7회 대한민국창조문화예술대상 가수부문 (2019)
- 제13회 아시아 문예대상 방송연예부문 (2018)
- kbs1 전국노래자랑 부평구편 우수상 (2016)